# انوک موپو
انوک موپو (انگلیسی: Enock Mwepu؛ زادهٔ ۱ ژانویهٔ ۱۹۹۸) بازیکن فوتبال بازنشسته اهل زامبیا است که در پست هافبک برای تیم ملی زامبیا بازی می‌کرد. وی سابقه ۲۳ بازی ملی و ۶ گل ملی برای تیم ملی زامبیا در کارنامه دارد.
از باشگاه‌هایی که در آن بازی کرده‌است می‌توان به باشگاه فوتبال ردبول سالزبورگ اشاره کرد.

## زندگی شخصی
برادر کوچک‌تر او، فرانسیسکو موپو نیز بازیکن حرفه‌ای فوتبال است و در حال حاضر برای باشگاه فوتبال اشتورم گراتس در بوندس‌لیگا اتریش بازی می‌کند.

## دوران باشگاهی

### سال‌های اولیه در زامبیا
حرفه موپو با کافو سلتیک در لوزاکا آغاز شد و سپس با ستاره‌های در حال ظهور ایرتل در سال ۲۰۱۳ شناخته شد.
در طول فصل ۲۰۱۶–۲۰۱۵، موپو زمان کمی با باشگاه فوتبال پاور دیناموس کپربلت کار کرد. این منجر به انتقال به ناپسا استارز در پایان فصل ۲۰۱۶ شد.

### ردبول سالزبورگ
در ژوئن ۲۰۱۷، موپو به ردبول سالزبورگ پیوست و به باشگاه دوم این تیم، باشگاه فوتبال لیفرینگ که در لیگ اول فوتبال اتریش بازی می‌کند، قرض داده شد.
در طول فصل ۲۰۱۹–۲۰۲۰، موپو خود را در میان یازده مرد اصلی سالزبورگ جای داد. او اولین بازی خود را در لیگ قهرمانان اروپا در جریان باخت ۴–۳ مقابل لیورپول در آنفیلد انجام داد.
در ۱۸ دسامبر ۲۰۱۹، موپو قرارداد خود را با سالزبورگ تا تابستان ۲۰۲۴ تمدید کرد.

### برایتون
در ۶ ژوئیه ۲۰۲۱، او با قراردادی چهار ساله با مبلغی نامشخص به تیم لیگ برتری برایتون پیوست.
او اولین بازی رقابتی خود را برای برایتون در ۱۴ اوت در اولین بازی فصل ۲۰۲۱–۲۰۲۲ خارج از خانه مقابل برنلی انجام داد و در بین دو نیمه آدام لالانا جایگزین او شد.